# Nova Fátima (Bahia)
Nova Fátima é um município brasileiro do estado da Bahia. Sua população estimada em 2024 foi de 8 264 habitantes.

## História
O município de Nova Fátima foi emancipado pela Lei Estadual nº 5.022 de 13 de junho de 1989, desmembrado do município de Riachão do Jacuípe. Os primeiros prefeito, vice-prefeito e vereadores foram eleitos em eleição de 15 de novembro de 1989 e tomaram posse de seus respectivos cargos em 1º de janeiro de 1990, com a instalação do município, conforme o art. 12 da Lei Estadual nº 5.183, de 19 de julho de 1989.